# Biblioteca Alonso Lujambio
La Biblioteca Alonso Lujambio Irazábal es una biblioteca pública que cuenta con un amplio acervo bibliográfico. Este espacio se encuentra ubicado en la Ciudad de México en la calle de Goya número 51 de la colonia Mixcoac, dentro de la Alcaldía Benito Juárez.
Se inauguró en marzo del 2010. El edificio es considerado un lugar histórico y está protegido por el Instituto Nacional de Antropología e Historia (INAH).

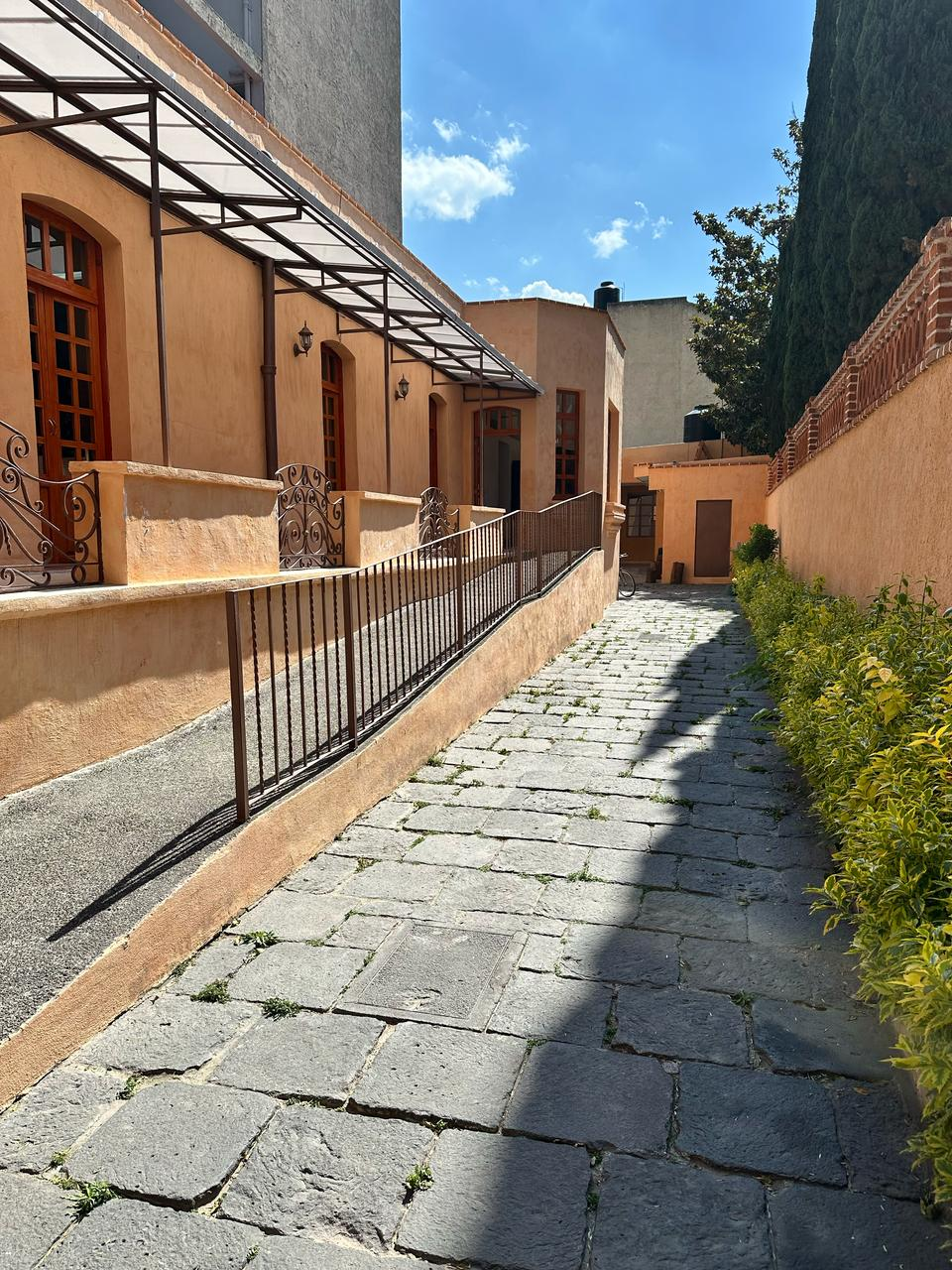
Patio de la Biblioteca Alonso Lujambio Irazábal.

## Historia
La Biblioteca pertenece a la Red de Bibliotecas Públicas de la ciudad. Para la organización y catalogación de los libros hacen uso del sistema Prometeo y el sistema OPAC.
Antiguamente, el lugar era una de las tantas casas familiares del barrio originario. Posteriormente el inmueble fue vendido se convirtió en subdelegación y posteriormente en una de las sedes del Instituto Nacional para la Educación de los Adultos (INEA).
Cuando el recinto cambió su giro a biblioteca pública, primero fungió como un espacio especializado en material iberoamericano, en dicho periodo portó el nombre de Biblioteca Iberoamericana. 
Después de algunas labores de remodelación y recuperación del espacio, se le habilita como biblioteca pública durante los festejos del Bicentenario y se le asigna el nombre de Alonso Lujambio. El acervo del antiguo lugar pasó a ser parte de la nueva biblioteca.
Actualmente cuentan con más de 10000 ejemplares de los cuales una está conformada por material de la antigua biblioteca y pertenece a la Federación, mientras que la otra parte la conforman libros que han sido donados por los usuarios y vecinos.

## Descripción

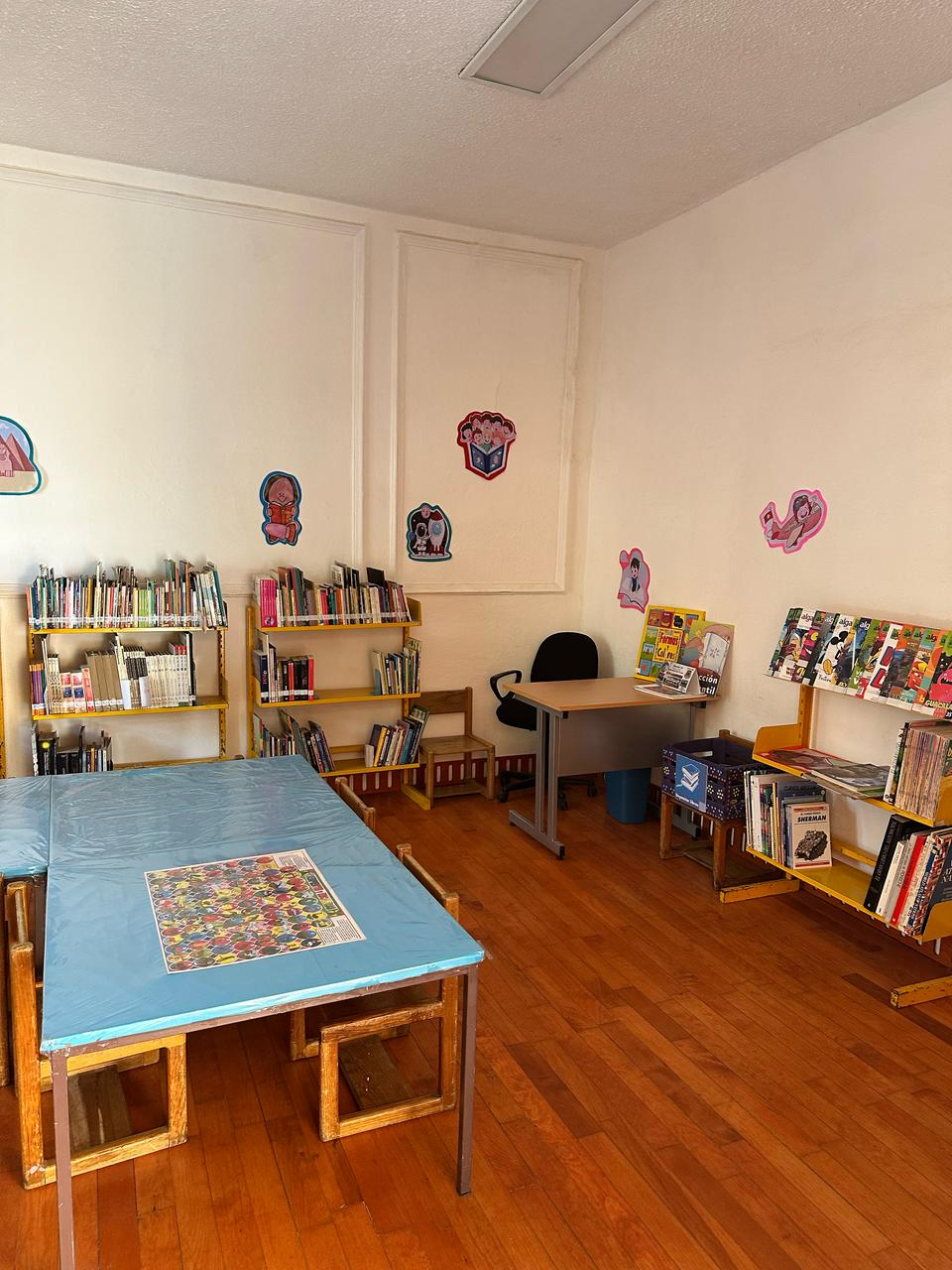
Sala infantil de la Biblioteca Alonso Lujambio Irazábal.

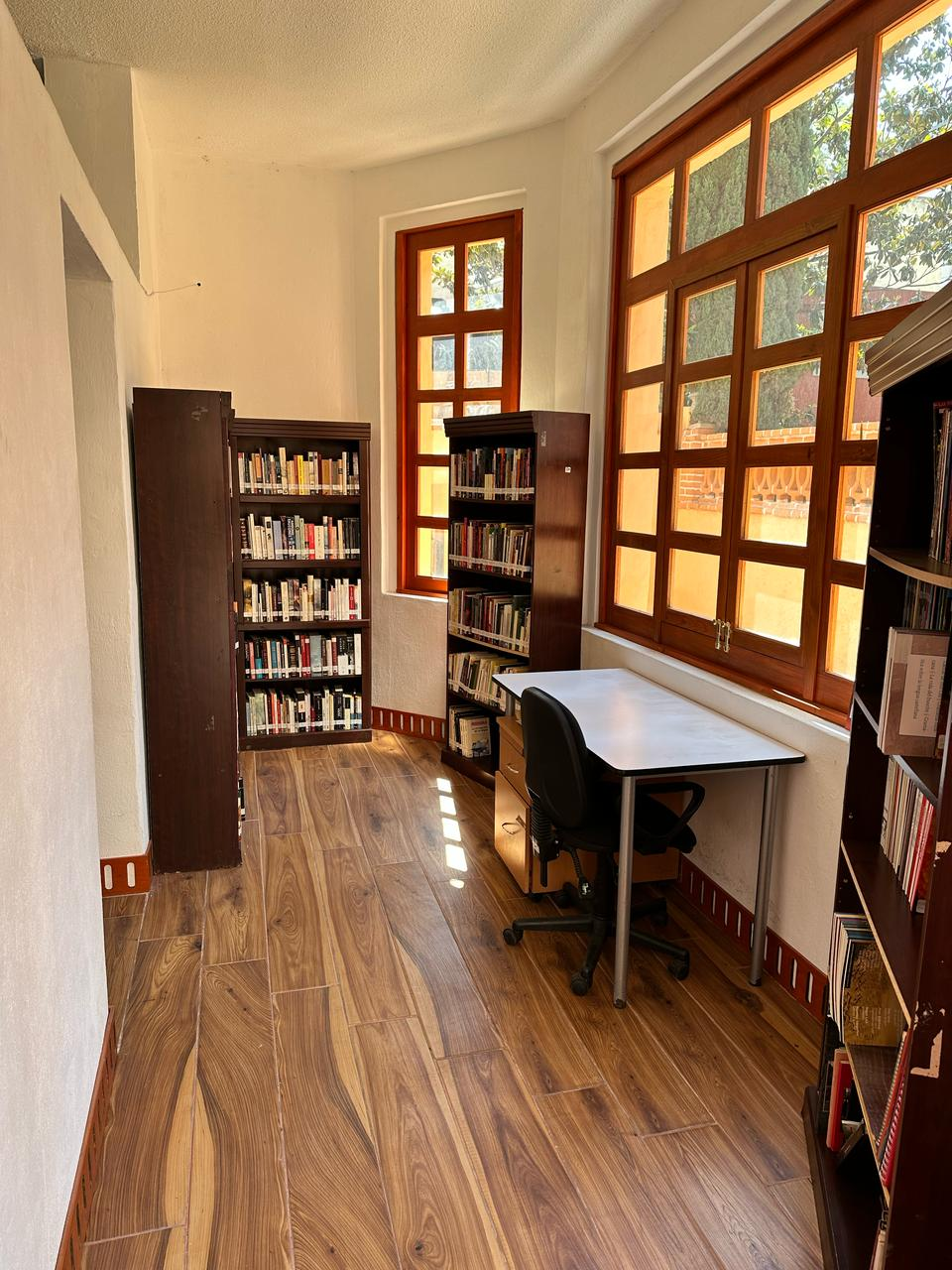
Área de literatura de la Biblioteca Alonso Lujambio Irazábal.

El lugar está dividido en cuatro partes principales: la sala de lectura infantil, donde cuentan con libros ilustrados, material para pintar o dibujar, así como juegos didácticos y de destreza; La sala de lectura para jóvenes y adultos donde se encuentra el material del acervo antiguo, La sala de lectura para jóvenes y adultos donde se encuentra el material donado por los usuarios y el equipo de cómputo; y el área de salones de uso múltiples donde se imparten algunos cursos, actividades recreativas, círculos de lectura y proyecciones de películas. 

## Servicios
Dentro de los servicios que la biblioteca ofrecen son: el préstamo de material para consulta en sala, préstamo a domicilio, cuentacuentos y actividades artísticas para niños, proyección de películas para público adulto y un grupo de tertulias literarias, este último está conformado en su mayoría por adultos de la tercera edad.
El interior es bastante amplio y cuenta con excelente iluminación lo cual lo hace un excelente lugar para leer, estudiar o incluso relajarse.